# Permission to Land
A 2003-as Permission to Land a The Darkness debütáló nagylemeze. A brit albumlista élére került, a Billboard 200-on a 36. helyig jutott. A lemez mellé négy kislezem jelent meg: Get Your Hands off My Woman, Growing on Me, I Believe in a Thing Called Love és Love Is Only a Feeling. A legsikeresebb az I Believe in a Thing Called Love volt, amely a brit kislemezlistán a 2. helyig jutott.
A kereskedelmi sikerek mellett a Permission to Land két nívós díjat szerzett az együttesnek: a legjobb rock albumnak járó Kerrang! Award-ot 2003-ban, és a legjobb brit albumnak járó BRIT Award-ot 2004-ben (ebben az évben a legjobb brit együttesnek és a legjobb brit rockformációnak járó díjat is megnyerték).
A Permission to Land 49. lett a Kerrang! a 21. század 50 legjobb albuma listáján. Az album szerepel az 1001 lemez, amit hallanod kell, mielőtt meghalsz című könyvben.

## Az album dalai
|     | Cím                              | Szerző(k)                                                | Hossz |
| --- | -------------------------------- | -------------------------------------------------------- | ----- |
| 1.  | Black Shuck                      | Ed Graham, Dan Hawkins, Justin Hawkins, Frankie Poullain | 3:20  |
| 2.  | Get Your Hands off My Woman      | Graham, Hawkins, Hawkins, Poullain                       | 2:46  |
| 3.  | Growing on Me                    | Graham, Hawkins, Hawkins, Poullain                       | 3:29  |
| 4.  | I Believe in a Thing Called Love | Graham, Hawkins, Hawkins, Poullain                       | 3:36  |
| 5.  | Love Is Only a Feeling           | Graham, Hawkins, Hawkins, Poullain                       | 4:19  |
| 6.  | Givin' Up                        | Graham, Hawkins, Hawkins, Poullain                       | 3:34  |
| 7.  | Stuck in a Rut                   | Graham, Hawkins, Hawkins, Poullain                       | 3:17  |
| 8.  | Friday Night                     | Graham, Hawkins, Hawkins, Poullain                       | 2:56  |
| 9.  | Love on the Rocks with No Ice    | Graham, Hawkins, Hawkins, Poullain                       | 5:56  |
| 10. | Holding My Own                   | Graham, Hawkins, Hawkins, Poullain                       | 4:56  |

## Közreműködők

### The Darkness
- Justin Hawkins – ének, gitár, szintetizátor, zongora
- Dan Hawkins – gitár
- Frankie Poullain – basszusgitár
- Ed Graham – dob

### Produkció
- Pedro Ferreira – producer, keverés, hangmérnök
- Mike Marsh – mastering
- Will Bartle – rögzítőasszisztens
- Nick Taylor – keverőasszisztens
- Bruce Band – művészi munka
- Patrick Ford – fényképek

## Fordítás
Ez a szócikk részben vagy egészben a Permission to Land című angol Wikipédia-szócikk ezen változatának fordításán alapul.  Az eredeti cikk szerkesztőit annak laptörténete sorolja fel. Ez a jelzés csupán a megfogalmazás eredetét és a szerzői jogokat jelzi, nem szolgál a cikkben szereplő információk forrásmegjelöléseként.